# Yevlakh (quận)
Yevlakh (tiếng Azerbaijan:Yevlax) là một quận thuộc Azerbaijan. Dân số thời điểm năm 2012 là 108188 người.